# Sigmundsherberg
Sigmundsherberg è un comune austriaco di 1 661 abitanti nel distretto di Horn, in Bassa Austria; ha lo status di comune mercato (Marktgemeinde). Il 1º gennaio 1972 ha inglobato i comuni soppressi di Brugg, Kainreith, Missingdorf, Rodingersdorf, Röhrawiesen e Walkenstein; in precedenza, il 10 ottobre 1938, erano già stati soppressi e accorpati a Sigmundsherberg i comuni di Brugg, Kainreith, Maigen, Klein-Meiseldorf, Stockern, Rodingersdorf, Röhrawiesen e Walkenstein, tornati autonomi nel 1946.

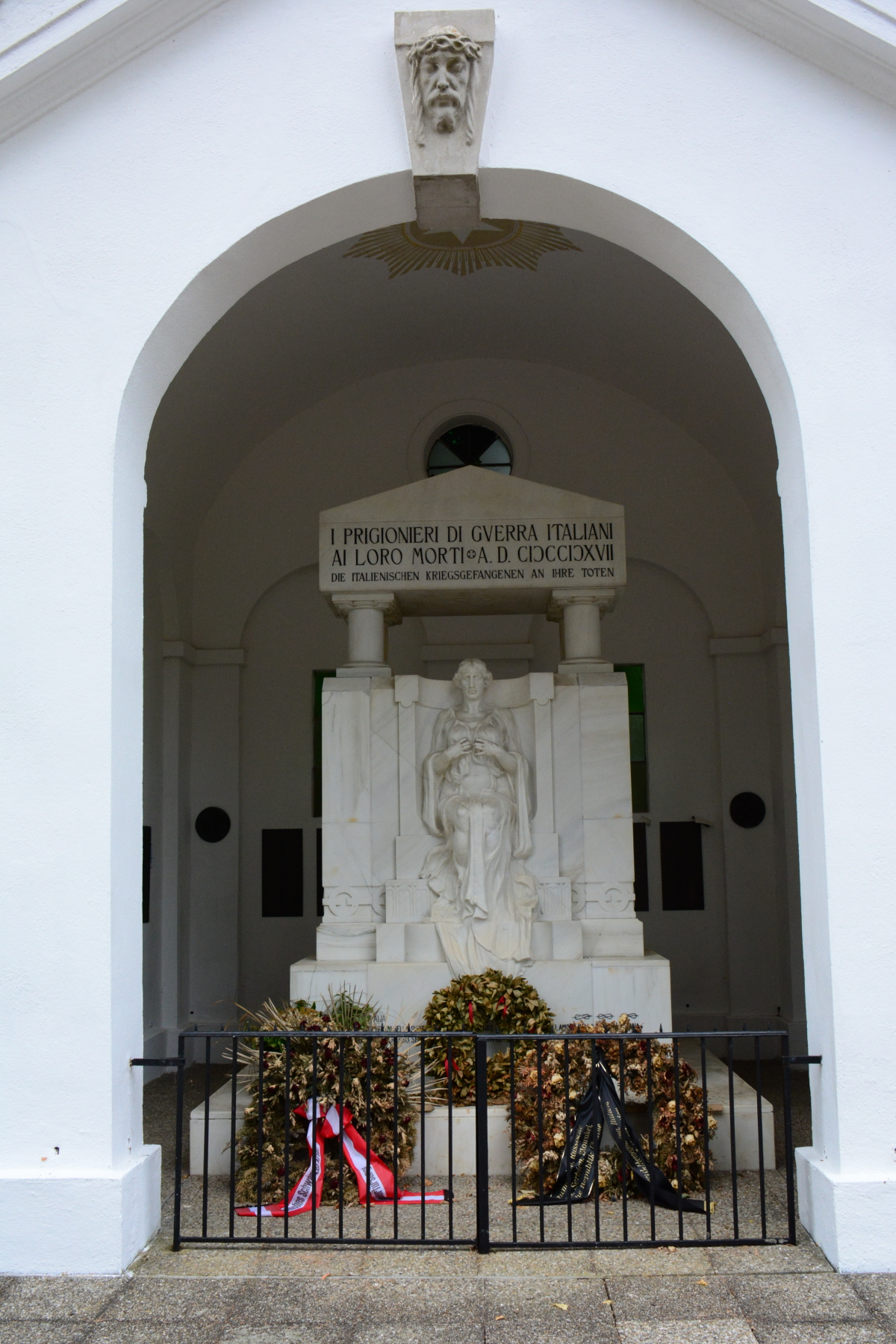
Monumento per i prigionieri di guerra italiani morti a Sigmundsberg

## Storia
Nel 1916 venne costruito un campo per i prigionieri di guerra russi, tuttavia già dall'anno successivo vi venne dirottata una gran quantità di soldati italiani catturati. Vista la sua importanza il campo divenne il centro di smistamento di tutta la corrispondenza per i prigionieri di guerra dell'Impero austro-ungarico. La situazione divenne critica dopo la rotta di Caporetto quando a Sigmundsherberg vennero convogliati un numero elevatissimo di soldati italiani fatti prigionieri. Le condizioni igienico-sanitarie, già precarie, divennero disastrose e in molti vi trovarono la morte per fame e stenti. Il ° novembre 1918 i prigionieri disarmarono le guardie austriache e, guidati dai propri ufficiali, presero il controllo del campo, della cittadina e della stazione ferroviaria, estendendolo alla vicina sede di sottoprefettura.
Alla fine della guerra il campo venne smantellato.
A ricordo del campo di Sigmundsherberg vi è un cimitero militare dove riposano circa 2.400 soldati, 2.363 dei quali italiani.